# Picturesque Matchstickable Messages from the Status Quo
Picturesque Matchstickable Messages from the Status Quo è il primo album del gruppo musicale rock britannico Status Quo, uscito nel settembre del 1968.

## Il disco

### Concezione
Dopo avere conseguito una buona notorietà internazionale grazie alla pubblicazione di alcuni singoli di successo, nell'estate del 1968 gli Status Quo vengono sollecitati dalla casa discografica a registrare in tempi strettissimi il loro primo album di studio. La indisponibilità di una quantità sufficiente di pezzi e la mancanza di tempo bastante per scriverne di nuovi obbligano il gruppo ad incidere anche alcune cover di brani appartenenti al repertorio di altri artisti.

### Contenuti
A dispetto della fama rock che gli Status Quo si guadagneranno negli anni successivi, questo primo lavoro sancisce un aggancio momentaneo con la psichedelia in gran voga sul finire degli anni sessanta, con atmosfere lisergiche e trasognate, costanti distorsioni sonore, tastiere ben in evidenza, sonorità leggere e delicate.

### Accoglienza
Il lavoro denota delle personalità musicali in evidente fase di sviluppo e formazione ma grazie alla ricercatezza degli arrangiamenti, alla suggestività dei testi e agli intrecci armonici delle melodie e del cantato, viene accolto con favore dalla critica musicale britannica. Due sono i singoli di successo estratti: Pictures of Matchstick Men (che va al n. 7 UK) e Ice in the Sun  (n. 8 UK), entrambi divenuti classici del rock psichedelico.
Alla fine del 1968, in un ampio referendum popolare promosso tra i lettori della rivista Record Mirror gli Status Quo si piazzano al 12º posto nella classifica dei gruppi più promettenti del panorama musicale britannico.

## Tracce
Lato A
1. Black Veils of Melancholy - 3:19 - (Rossi)
2. When My Mind Is Not Live - 2:50 - (Parfitt/Rossi)
3. Ice in the Sun - 2:13 - (Wilde/Scott)
4. Elizabeth Dreams - 3:29 - (Wilde/Scott)
5. Gentleman Joe's Sidewalk Café - 3:02 - (Young)
6. Paradise Flat - 3:12 - (Wilde/Scott)

Lato B
1. Technicolour Dreams - 3:13 - (King)
2. Sheila - 1:56 - (Roe)
3. Spicks and Specks - 2:47 - (Gibb)
4. Sunny Cellophane Skies - 2:47 - (Lancaster)
5. Green Tambourine - 2:19 - (Pinz/Leka)
6. Pictures of Matchstick Men - 3:14 - (Rossi)

Tracce bonus dell'edizione CD 1998
1. To Be Free (Non Album B Side) - 2:37 - (Lynes)
2. Pictures of Matchstick Men (Stereo Alternate Mix) - 3:15 - (Rossi)
3. Paradise Flat (Stereo Alternate Mix) - 3:17 - (Wilde/Scott)

Edizione CD 2003
Tracce bonus CD 1 ("Mono")
1. To Be Free (B Side) - 2:36 - (Lynes)
2. Make Me Stay a Bit Longer (A Side) - 2:35 - (Parfitt/Rossi)
3. Auntie Nellie (B Side) - 3:21 - (Lancaster)
4. Interwiew with Brian Mattew (BBC Session) - 1:07
5. Pictures of Matchstick Men (BBC Session) - 3:13 - (Rossi)
6. Things Get Better (BBC Session) - 2:10 - (Croper/Floyd/Jackson)
7. Spicks and Specks (BBC Session) - 2:47 - (Gibb)
8. Judi in Disguise (BBC Session) - 2:44 - (Gourrier/Bernard)
9. Interwiew (BBC Session) - 1:18
10. Make Me Stay A Bit Longer (BBC Session) - 2:48 - (Parfitt/Rossi)

Tracce bonus CD 2 ("Stereo")
1. Auntie Nellie (Stereo) - 3:21 - (Lancaster)

Brani incisi con il nome di The Spectres nel 1966
1. Gloria (BBC Session) - 2:46 - (Morrison)
2. Interwiew with Francis Rossi (BBC Session) - 0:49
3. I (Who Have Nothing)(BBC Session) - 3:02 - (Donida/Leiber/Stoller/Mogol)
4. Neighbour, Neighbour (BBC Session) - 2:38 - (Valier)

Brani incisi con il nome di Traffic Jam nel 1967
1. I Don't Want You (Saturday Club 26.06.1967) - 2:33 - (Porter/Dello)
2. Almost but Not Quite There (Saturday Club 26.06.1967) - 2:38 - (Barlow/Rossi)
3. Spicks and Specks (Saturday Club 26.06.1967) - 2:46 (Gibb)

Brani incisi con la denominazione di The Status Quo nel 1968
1. Gloria (David Symonds Show 08.04.1968) - 2:43 - (Morrison)
2. Interwiew with Alan Lancaster (David Symonds Show 08.04.1968) - 1:00
3. Black Veils of Melancholy (David Symonds Show 08.04.1968) - 3:14 - (Rossi)
4. Bloodhound (David Symonds Show 08.04.1968) - 2:05 - (Bright)

## Formazione
- Francis Rossi (chitarra solista, voce)
- Roy Lynes (organo, pianoforte)
- Rick Parfitt (chitarra ritmica, voce)
- Alan Lancaster (basso, voce)
- John Coghlan (percussioni)